# Звегинцов, Николай Александрович
Никола́й Алекса́ндрович Звегинцо́в (1848—1920) — русский государственный деятель, лифляндский и смоленский губернатор; гофмейстер, тайный советник.
Землевладелец Новохоперского уезда (3386 десятин).

## Биография
Происходил из потомственных дворян Воронежской губернии. Родился 28 апреля (10 мая) 1848 года.
Воспитывался в Николаевском кавалерийском училище, откуда 7 августа 1865 года выпущен был корнетом в Кавалергардский полк. Чины: поручик (1866), штабс-ротмистр (1868), ротмистр (1872).
Состоял делопроизводителем полкового суда (1868—1869) и хозяйственного комитета (1869—1870). С 20 февраля 1870 года был командиром 2-го эскадрона. 27 мая 1872 года был уволен в отставку по болезни.
С 1873 года избирался Новохоперским уездным, а с 1882 года — Воронежским губернским предводителем дворянства. В последней должности пробыл до 1890 года, когда вновь был избран Новохоперским уездным предводителем. Кроме того, состоял почетным мировым судьей Новохоперского уезда (с 1873), председателем Новохоперского съезда мировых судей (1873-1889) и почетным мировым судьей Воронежского уезда (1885—1889). В 1886 году был произведен в действительные статские советники и избран почетным гражданином Новохоперска.
20 декабря 1901 года назначен Смоленским губернатором. В 1903 году был произведен в тайные советники. В 1905 году переведен на должность губернатора в Лифляндскую губернию, каковую занимал до 1914 года. В 1910 году был пожалован в гофмейстеры. Состоял членом Императорского Православного Палестинского Общества.
После революции эмигрировал в Данию. Умер в Копенгагене 9 декабря 1920 года.

## Награды
- Орден Святого Станислава 1-й ст. (1892);
- Орден Святой Анны 1-й ст. (1896);
- Орден Святого Владимира 2-й ст (1906);
- Орден Белого Орла (1914).

## Семья

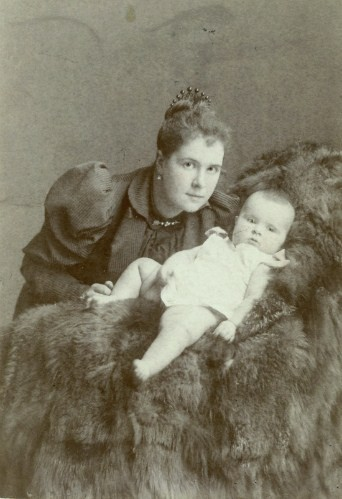
Вторая жена с дочерью, 1893

Первая жена (с 12 февраля 1867) —  Анна Евгеньевна Вонлярлярская (1850—1937), дочь тайного советника Е. П. Вонлярлярского. Брак был расторгнут в 1889 году. Ей принадлежали большие угодья и имения близ с. Кривцова, недалеко от Ясной Поляны. Знакомая семьи Толстых и неоднократная их посетительница. Единственная дочь:
- Анна (1870—1950), замужем за князем Владимиром Михайловичем Волконским. После 1918 года  эмигрировала с дочерью во Францию: проживала в Париже, затем — в Ницце, где и умерла.

Вторая жена (с 1890) — Ольга Николаевна Сталь-фон-Гольштейн (1869—1938), дочь генерал-лейтенанта барона Николая Александровича Сталь-фон-Гольштейна (1833—1887) от его брака с Ольгой Фёдоровной Андро (1844—1920). Овдовев, вышла замуж за Фёдора Фёдоровича Оома (1863—1945). Жила в эмиграции во Франции. В 1936 году опубликовала в Париже «Журнал» своей бабушки Анны Олениной. Дети:
- Владимир (1891—1973), полковник, последний командир Кавалергардского полка, участник Белого движения, военный историк.
- Ольга (1892—1987), фрейлина, с 1914 года замужем за графом П. В. Гендриковым.
- Николай (1894—после 1927, Соловецкий лагерь), штабс-капитан, участник Первой мировой войны. Репрессирован.